# Muriel Aked
Muriel Aked (9 de novembro de 1887 – 21 de março de 1955) foi uma atriz britânica da era do cinema mudo. Ela fez sua estreia em 1922, no filme A Sister to Assist 'Er. Também atuou em outros filmes mudos, incluindo Can You Hear Me, Mother?, Public Nuisance No.1, Royal Eagle, Fame e Don't Rush Me.

## Filmografia selecionada
- A Sister to Assist 'Er (1922)
- The Middle Watch (1930)
- Bed and Breakfast (1930)
- Good Night, Vienna (1932)
- Rome Express (1932)
- Friday the Thirteenth (1933)
- Trouble (1933)
- No Funny Business (1933)
- The Queen's Affair (1934)
- Autumn Crocus (1934)
- The Night of the Party (1935)
- Public Nuisance No. 1 (1936)
- Mr Stringfellow Says No (1937)
- The Girl Who Forgot (1940)
- Cottage to Let (1941)
- The Life and Death of Colonel Blimp (1943)
- The Demi-Paradise (1943)
- Two Thousand Women (1944)
- The Wicked Lady (1945)
- The Years Between (1946)
- They Knew Mr. Knight (1946)
- So Evil My Love (1948)
- Another Shore (1948)
- The Blue Lamp (1950)
- The Happiest Days of Your Life (1950)
- The Story of Gilbert and Sullivan (1953)